# Gugleroorlog
De Gugleroorlog of de Zwitserse veldtocht van Coucy was een oorlog in de winter van 1375-1376 in de Elzas en in Zwitserland.
Tijdens een wapenstilstand in de Honderdjarige Oorlog tussen Engeland en Frankrijk trok een leger van ruim 20.000 Franse en Engelse soldaten, onder leiding van Engelram VII van Coucy, op plundertocht over de Franse oostgrens.

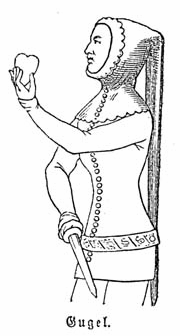
De gugel als hoofdbedekking, beeld uit Meyers

De naam komt van het woord gugel (ook gügel, van het Latijn cuculla), dat is een soort kap die de soldaten droegen.
Engelram was als heer van Coucy een van de voornaamste Franse seigneurs. Door zijn huwelijk met de dochter van de Engelse koning had hij ook aanspraken in Engeland.  En door zijn afstamming langs moederszijde van de Habsburgers meende hij ook gebiedsaanspraken te maken in het Heilige Roomse Rijk.
Zijn doel was de verovering van de Aargau met Aarau en Bremgarten, en daarnaast ook Lensburg, Sempach, Sursee (gemeente) en Willisau (gemeente) in het kanton Luzern.  Deze gebieden hoorden bij de erfenis van zijn moeder maar waren door haar verwanten, de hertogen Albrecht III en Leopold III van Oostenrijk ingenomen.
De Franse koning steunde Coucy's onderneming want dan waren al die werkloze Franse en Engelse ridders en huursoldaten het land uit. Onder hen bevonden zich ook de Welshman Owen Lawgoch (Ivo van Wales) en honderd ridders van de Duitse Orde. De verzamelde legers plunderden alvast in oktober en november de Elzas en de Sundgouw.  Wattwiller werd uitgemoord en het klooster van Thann in de as gelegd.
De Zwitserse steden reageerden lauw op de oproep van Leopold van Oostenrijk om zich te verdedigen. Zij zouden toeschouwers in deze oorlog blijven omdat de Habsburgse zaak de hunne niet was. Maar het plunderen ging verder en daartegen kwamen de inwoners in verzet. De grootste slag werd in de nacht van 26 december 1375 geleverd rond de abdij van Fraubrunnen, waar een militie uit Bern de ingekwartierde Engländer van Ivo van Wales overviel en verjoeg.
Door de winterkou en het onverschrokken verzet van de Zwitsers trok Coucy zich begin 1376 weer terug, zonder één oorlogsdoel bereikt te hebben. In 1387 kreeg hij bij een vergelijk met Albrecht III toch nog de heerlijkheden Büren en de helft van de stad Nidau, maar nog geen jaar later verloor hij die aan de steden Bern en Solothurn.
Met uitzondering eventueel van de Vlaamse milities in de Guldensporenslag in 1302 was dit een zeldzame keer dat stedelijke milities, die voor hun eigen zaak vochten, een groot ridderleger konden overwinnen.